# Soneto 16
| «» Soneto 16 |
| --- |
| But wherefore do not you a mightier way Make war upon this bloody tyrant, Time? And fortify yourself in your decay With means more blessed than my barren rhyme? Now stand you on the top of happy hours, And many maiden gardens yet unset With virtuous wish would bear your living flowers, Much liker than your painted counterfeit: So should the lines of life that life repair, Which this, Time's pencil, or my pupil pen, Neither in inward worth nor outward fair, Can make you live yourself in eyes of men. To give away yourself keeps yourself still, And you must live, drawn by your own sweet skill. |
| –William Shakespeare |

Soneto 16 é um dos 154 sonetos de William Shakespeare. Figura-se uma continuação do Soneto 15 e, mais uma vez, Shakespeare pergunta ao jovem por que ele não luta ativamente contra o tempo e a idade tendo um filho.

## Traduções
Na tradução de Thereza Christina Roque da Motta,
Mas, por que não lutas com mais destemor
Contra o Tempo tirano e sanguinário,
E te fortificas contra teu declínio
Com meios mais abençoados que minha frágil rima?
Estás agora no ápice das horas felizes,
E em meio aos jardins ainda em flor,
Com o desejo virtuoso carregas as vívidas flores,
Mais do que as tuas falsas pinturas.
Então, deveriam as linhas que a vida repara
Com isto, o lápis do Tempo ou a pena de meu discípulo,
Nem pelo valor intrínseco ou beleza visível
Podem fazer-te viver diante dos olhos do mundo.
Ceder faz com que permaneças,
E vivas inspirada pelos teus doces dons.